# Tomasz Pirawski
Tomasz Pirawski herbu Nałęcz odmienny (ur. 1564 na Kazimierzu, zm. 30 lipca 1625 we Lwowie) – polski duchowny rzymskokatolicki, sufragan lwowski.

## Biografia
W latach 1614–1615 wikariusz kapitulny (administrator) archidiecezji lwowskiej.
13 listopada 1617 papież Paweł V prekonizował go biskupem pomocniczym lwowskim oraz biskupem in partibus infidelium nikopolskim. 27 maja 1618 we Lwowie przyjął sakrę biskupią z rąk arcybiskupa lwowskiego Jana Andrzeja Próchnickiego. Współkonsekratorami byli biskup przemyski Stanisław Sieciński oraz biskup pomocniczy łucki Stanisław Udrzycki.
Urząd pełnił do śmierci 30 lipca 1625.
Autor Relatio status almae Archidioecesis Leopoldiensis